# Aprendizado de ontologias
Aprendizado de ontologias é a criação automática ou semiautomática de ontologias, incluindo a extração dos termos de domínio correspondentes e as relações entre os conceitos que esses termos representam de um corpus de texto em linguagem natural e a codificação em uma linguagem de ontologia para fácil recuperação através de computadores.
Como a construção manual de ontologias pode ser bastante trabalhosa e demorada, há uma grande motivação para automatizar o processo.
Tipicamente, o processo tem por etapas a extração de termos e conceitos de texto, através de processadores linguísticos, como marcação de parte da fala e fragmentação de frases. Em seguida, técnicas estatísticas ou simbólicas são usadas para extrair relacionamentos, muitas vezes baseadas em técnicas de extração de hiperônimos baseadas em padrões ou baseadas em definições.